# Лох Нес
Лох Нес (на английски: Loch Ness, на шотландски келтски: Loch Nis) е сладководно езеро, разположено е на 2,7 m Какво значи разположено на 2,7 m?[ неясно? ] в ледниково-тектонската долина Глен Мор в Северна Шотландия. Езерото е известно най-вече със слуховете за Чудовището от Лох Нес, наричано „Неси“.

## Описание
Лох Нес се простира от югозапад на североизток на протежение от 37 km, ширита 1,5 km, площ 56,4 km². Максимална дълбочина 230 m, обем 7,45 km³, водосборен басейн 7,5 km². Заради голямата дълбочина езерото е и най-големият сладководен басейн във Великобритания. Бреговете му са високи и скалисти. Не замръзва. Чрез река Нес в Северно море [ неясно? ]. Град Инвърнес, един от големите градове в областта, се намира на 5 километра в североизточна посока. Отлагания на реката Фойерс са разделили Лох Нес по средата на два басейна. През Бронзовата епоха, преди 4000 години, се е появил единственият остров в езерото – Чери Айлънд.
Лох Нес е включен от 1822 г. в Каледонския канал (Caledonian Canal). Използвано е за свързващ път между бреговете на Атлантика и Северно море.

## Флора и фауна
В горите около Лох Нес се среща дъб, ясен, офика, обикновена леска и бор. Повечето дъбове са изсечени през 19 век за строителство на каледонския канал.
Животинските класове в и около езерото са риби, земноводни, влечуги, птици и бозайници. Лох Нес е познат като едно от езерата с най-много риба във Великобритания. Там живеят сьомга, змиоркообразни, пъстърва, щука и бодливка. През есента атлантическите сьомги хвърлят тук хайвера си. През 1982 г. на дълбочина от 220 метра са намерени три подобни екземпляра.[източник? (Поискан днес)] Това е и дълбочинен рекорд в британските сладки води [ неясно? ]. Пъстървите имат голяма численост в Лох Нес. През 2000 година там е уловена рекордната 7,5-килограмова пъстърва. [източник? (Поискан днес)]При акции в търсенето на Неси пъстърви често се удрят в сонарите.